# ایستگاه کوکای-جیدو-می
ایستگاه کوکای-جیدو-می (به لاتین: Kokkai-gijidō-mae Station) یک ایستگاه قطار و ایستگاه مترو در ژاپن است که در ناگاتاچو واقع شده‌است.